# Isochromodes insticta
Isochromodes insticta là một loài bướm đêm trong họ Geometridae.